# Od12
Od12 – polskie oznaczenie na PKP austriackiego parowozu osobowego serii kkStB 2 (AR III) o układzie osi 2'B. Parowóz wykorzystywał silnik bliźniaczy na parę nasyconą. Po pierwszej wojnie światowej osiem sztuk tych parowozów trafiło na PKP.

## Historia
Lokomotywa ta wywodziła się z lokomotyw serii AR (późniejszej serii 1 kkStB), produkowanej od 1877 roku przez austriackie fabryki Wiener Neustädter Lokomotivfabrik (WNL) i Lokomotivfabrik Floridsdorf (WLF) dla Kolei Arcyksięcia Rudolfa (Kronprinz Rudolf-Bahn, KRB).
W latach 1884–1885 fabryka WNL wyprodukowała dla Kolei Arcyksięcia Rudolfa 21 lokomotyw zmodernizowanej wersji AR III, a kolejne 8 wyprodukowano dla tej kolei w 1885 w StEG. Dalsze 12 lokomotyw zbudowano w 1885 roku w WNL dla Galicyjskiej Kolei Transwersalnej (numery 1153–1164). Ogółem wyprodukowano 41 lokomotyw serii AR III. Po przejęciu ich przez Cesarsko-Królewskie Koleje Państwowe (kkStB), zostały one wszystkie oznaczone jako seria 2 i w 1885 roku oznaczone numerami od 201 do 241, zmienionymi w 1905 roku na 2.01 do 2.41; z tego lokomotywy o numerach 2.01 – 2.29 pochodziły z kolei KRB, a 2.30 – 2.41 z Galicyjskiej Kolei Transwersalnej.
W latach 1893–1910 koleje kkStB ponadto poddały rekonstrukcji 16 lokomotyw serii AR (kkStB 1), modernizując je do wersji AR III i uzyskując w ten sposób lokomotywy o numerach 2.42 – 2.60, jednakże z pominięciem numerów 2.47, 2.55 i 2.59 (stąd w wielu publikacjach jest informacja o 60 lokomotywach serii 2). Ogółem zbudowano lub przebudowano ich 57. Lokomotywy te różniły się nieco od nowo zbudowanych masą, powierzchnią rusztu i powierzchnią ogrzewalną kotła.

## Służba po I wojnie światowej
Po zakończeniu I wojny światowej część lokomotyw trafiła do nowo powstałych państw po rozpadzie monarchii austro-węgierskiej, w tym do Polski w liczbie 8 maszyn (tylko nowo wyprodukowane jako AR III). Lokomotywy te w tym czasie były już jednak przestarzałe. Otrzymały polskie oznaczenie serii Od12, lecz nie jest jasne, czy zostały przenumerowane i weszły faktycznie do służby na PKP. Wycofano je przed 1931 rokiem. Według niektórych źródeł, w Polsce używane były 4 lokomotywy.
25 lokomotyw znalazło się po I wojnie światowej w Czechosłowacji, z czego 17 weszło do eksploatacji na kolejach ČSD, otrzymując oznaczenie jako seria 254.0 (numery 254.001 do 011 dla lokomotyw typu AR III i 254.012 do 017 dla zrekonstruowanych). Wycofano je ze służby w latach 1925–1933, część przeznaczono na kotły grzewcze.
Pojedyncze egzemplarze trafiły podczas wojny lub po niej na koleje rosyjskie i jugosłowiańskie. Pozostałe jeździły na Kolejach Austriackich (BBÖ) do końca lat 20.

## Opis
Parowóz osobowy z dwucylindrowym silnikiem bliźniaczym, na parę nasyconą, o układzie osi 2'B (2'B n2). Kocioł dość nisko między kołami (oś kotła na wysokości 1910 mm). Na kotle był wysoki dzwonowaty zbieralnik pary z zewnętrznymi zaworami bezpieczeństwa, a za nim cylindryczna piasecznica.
Ostoja parowozu była zewnętrzna, napęd na koła wiązane o średnicy 1680 mm przenoszony był poprzez korby Halla. Rozstaw sztywny osi wiązanych wynosił 2400 mm, rozstaw osi wózka: 1700 mm. Przedni dwukołowy wózek toczny systemu Campera osadzony był na sworzniu z przesuwem bocznym.
Parowóz miał dwucylindrowy silnik bliźniaczy, z mechanizmem rozrządu Stephensona i suwakami tłokowymi.
Z parowozem stosowany był trzyosiowy tender o pojemności 12 m³ wody i 6 ton węgla (polskie oznaczenie 12C13).
Rozwinięciem konstrukcji lokomotyw serii 2 była seria 4 (Od13).